# C/2023 A2 SWAN
C/2023 A2 SWAN è una cometa non periodica. La cometa è caratterizzata da due particolarità, l'orbita retrograda e la piccola MOID con la Terra di sole 0,037 u.a..

## Scoperta e denominazione
La definizione di scoperta per questa cometa non è semplice in quanto la prima comunicazione della sua esistenza è avvenuta il 15 gennaio 2023 da parte dell'astrofilo ucraino Vladimir Bezugly in base ad immagini riprese tra il 6 ed il 13 gennaio 2023 dalla sonda SOHO , la cometa viene ripresa dal 1 febbraio anche nelle immagini riprese da STEREO-A HI-1A, una delle due sonde STEREO. La conferma di una cometa richiede il calcolo, anche solo approssimativo, della sua orbita, la bassa risoluzione delle immagini di ambedue le sonde (Soho e Stereo) non permette di calcolare orbite accettabili e pertanto sono necessarie immagini riprese da Terra per poter confermare validamente una cometa. Nel frattempo la notizia dell'esistenza di una cometa si è diffusa su Internet per cui numerosi cacciatori di comete si cimentano in tentativi di riprenderla: l'astrofilo giapponese Katsumi Yoshimoto è il primo a riuscire nell'impresa immortalandola il 30 gennaio 2023 di 12,7m, l'astrofilo australiano Michael Mattiazzo la riprende il 13 febbraio 2023 alla stessa magnitudine, il 15 febbraio 2023 la riprendono l'astronomo ceco Martin Mašek dall'Argentina, l'astrofilo giapponese Hirohisa Sato dal Cile e l'astrofilo giapponese Kenichi Kadota. Al momento dell'annuncio ufficiale della scoperta erano già state scoperte immagini di prescoperta risalenti al 26 dicembre 2022 .
Nonostante tutti questi osservatori alla cometa viene assegnata, come da prassi per le comete scoperte da satellite, il nome C/2023 A2 SWAN. La cometa è la 16° a portare il nome SWAN (Solar Wind Anisotropies) : tale nome deriva dallo strumento, uno dei dodici a bordo della sonda SOHO, con cui sono state riprese le prime  immagini della cometa.
È da menzionare che in genere le comete scoperte dalla sonda SOHO, finora oltre 4.500, portano il nome SOHO, questo perché sono scoperte con altri due strumenti, il C2 e il C3.